# 民間人權陣線

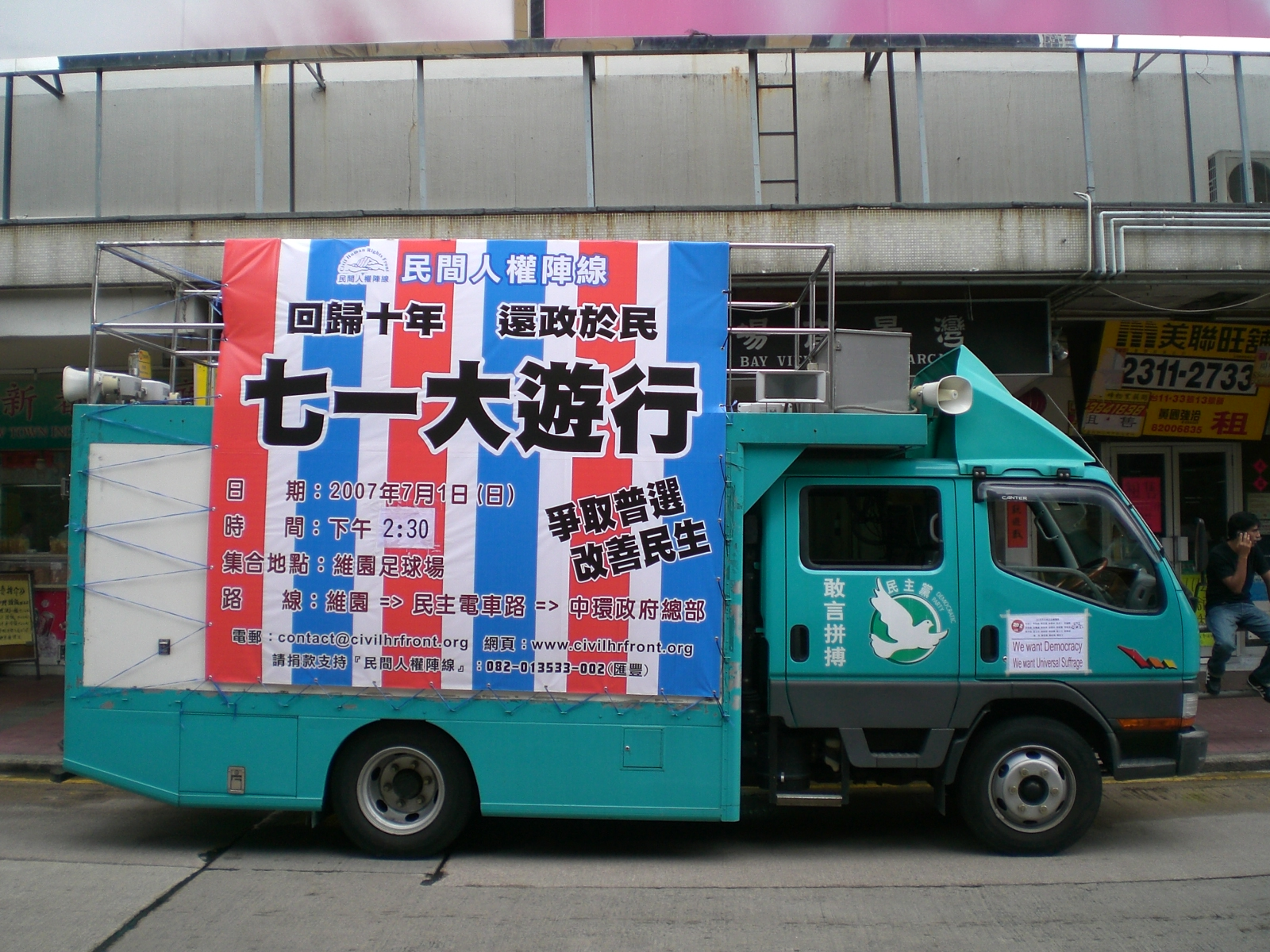
2007年香港七一遊行

 民間人權陣線（英語：Civil Human Rights Front；簡稱民陣）曾是香港一個關注政治及民主議題的聯合平台，在該組織巔峰時期，幾乎所有香港民主派成員都參與其中，但在《港區國安法》實施後，大量成員先後退出團體。民間人權陣線最為人熟悉的是於2003年起每年主辦香港七一遊行。此後，民主派所發動的示威遊行皆以民陣的名義進行，直至2021年8月13日宣佈解散。

## 組織發展
民間人權陣線于2002年9月13日成立，但始终没有注册为公司或社团。民間人權陣線希望能為民間社會提供一個平台，團結不同力量，推動香港人權和民主運動，以及公民社會的發展。
而民間人權陣線最初期只有負責針對《基本法》第23條立法的工作，當2003年香港七一遊行過後，民間人權陣線內部要求開始關注非政治性的民生事項，例如針對人權、警權等問題，於是成立了民生及民權小組（俗稱兩民小組）以及人權小組，而兩個小組中以兩民小組的效用較大。是一个为了保护香港人们自身合法利益的民间组织。

### 歷任召集人
| 任期                          | 姓名   | 備註 |
| ----------------------------- | ------ | --- |
| 2002年－2004年                | 胡露茜 | 基督教神學教育工作者，女性主義者，香港中文大學崇基學院神學院的教師，香港基督徒學會前總幹事，香港婦女基督徒協會前發起人                               |
| 2004年－2005年                | 莊耀洸 | 非執業律師，香港人權監察主席，前港同盟立法會議員司徒華助理，香港教育大學高級專任導師（教育政策與領導學系）、香港教育專業人員協會的副會長。           |
| 2005年－2006年                | 鍾松輝 | 巴士司機、曾為社民連成員、工團總會轄下中華汽車自由工會理事長，曾參選2004年立法會選舉及2012年立法會選舉。                                             |
| 2006年－2007年                | 孔令瑜 | 香港天主教正義和平委員會幹事，前社民連主席陶君行之妻。                                                                                               |
| 2007年－2008年                | 鍾松輝 | 第二度擔任召集人 曾為社民連成員，曾參選2004年立法會選舉及2012年立法會選舉香港島選區。                                                                |
| 2008年－2009年                | 韋少力 | 前東區區議會鯉景灣區議員、獨立民主派人士、六四舞台成員。                                                                                             |
| 2009年10月－2010年10月        | 李偉儀 | 人民力量成員，前社民連成員，民主陣線副主席，全港報販大聯盟義務秘書，同根社顧問，荃灣區議會增選委員、註冊性治療師，曾參選2008年立法會選舉九龍西選區。 |
| 2010年10月－2011年10月        | 范國威 | 前香港立法會議員、前西貢區議會運亨區議員，前新民主同盟成員。                                                                                         |
| 2011年10月－2012年10月        | 黎恩灝 | 香港中文大學學生會前會長 |
| 2012年10月－2013年10月        | 孔令瑜 | 第二度擔任召集人 香港天主教正義和平委員會幹事，前社民連主席陶君行之妻。                                                                              |
| 2013年10月－2014年10月        | 楊政賢 | 香港中文大學學生會前會長、香港專上學生聯會前副秘書長。                                                                                               |
| 2014年10月－2015年10月        | 陳倩瑩 | 香港中文大學學生會前外務副會長和香港專上學生聯會前秘書長                                                                                             |
| 2015年10月－2016年10月        |        | 社民連成員，香港彩虹執行幹事。 |
| 2016年10月－2017年10月        | 區諾軒 | 前香港立法會議員、前南區區議會利東一區議員、前議會陣線成員、前民主黨成員。                                                                           |
| 2017年10月－2018年10月        | 葉志衍 | 大專政改關注組、一地兩檢關注組成員。 |
| 2018年10月－2020年10月        |        | 第二度擔任召集人 前沙田區議會瀝源區議員、社會民主連線副主席、香港彩虹執行幹事。                                                                      |
| 2020年10月21日－2021年5月28日 | 陳皓桓 | 社民連行委會的常務委員及社會行動幹事，自2018年起擔任民陣副召集人，同時為警權組召集人。                                                               |
| 2021年5月28日－2021年8月13日  | 鍾松輝 | 第三度擔任召集人 曾為社民連成員，曾參選2004年立法會選舉及2012年立法會選舉香港島選區。                                                                |

## 組織架構
民間人權陣線日常工作，由秘書處負責。秘書處為團體成員義務擔任，並常設一名職員，負責處理日常的會議文件、申請示威遊行活動、民陣內各組織間之溝通，以及集會遊行的糾察輔導工作。
而民陣日常由每月召開的大會討論事宜，大會設有正召集人一名，副召集人三名，主要負責主持會議以及平日若有公開活動，負責對外代表民陣說明。

## 對外宣傳

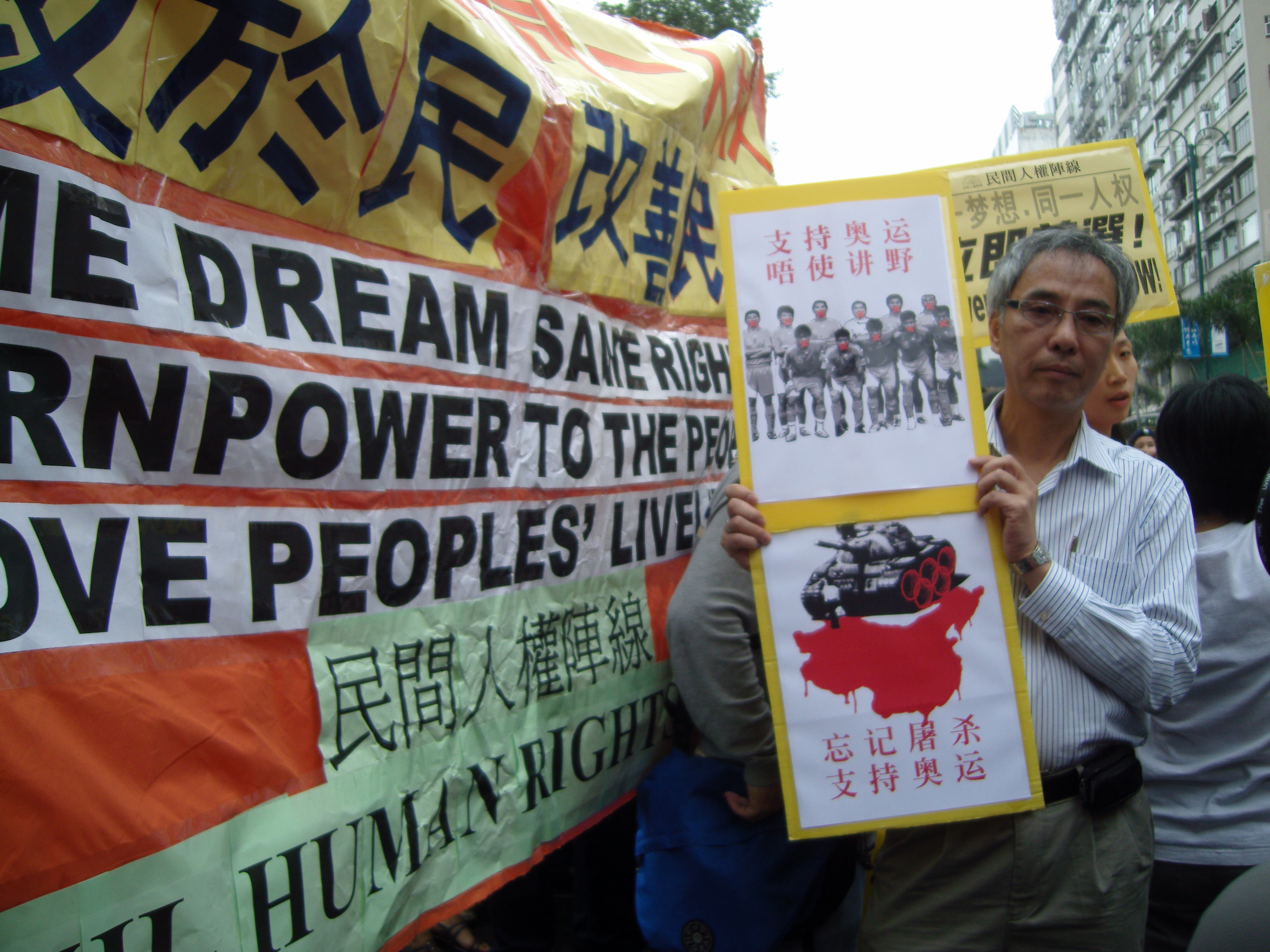
民陣副召集人鍾松輝在2008年夏季奧林匹克運動會香港區火炬接力中在旁爭取真普選及改善民生。

民間人權陣線有感2005年七一遊行前較欠宣傳的活動，遂在2005年7月1日前的兩星期在網上電台香港人民廣播電台，開設特備節目「民陣有嘢講」，宣傳民陣團體的信息，發覺效果不錯，遂在2005年12月改為常設節目，在2005年至2007年間逢星期一晚九時至十時直播。

## 召集人佐敦遇襲
2019年8月29日星期四，召集人岑子杰下午在佐敦德興街一間餐廳內，遭兩名持長刀及棒球棍的蒙面男子襲擊，岑子杰獲羅姓友人保護，羅手受傷送院治療。

## 活動停止與自行解散
2021年3月5日，新加坡《聯合早報》引述消息人士稱，美國國家民主基金會曾資助民陣舉辦反修例運動，被香港當局調查。一旦屬實，民陣將違反《國安法》，或被港府取締。陳皓桓發聲明回應，指民陣成立至今從未收取任何外國政府或機構資助，包括美國國家民主基金會。
但是截至3月份，多個成員和團體已經陸續退出民陣，組織經營陷入危機，包括民主黨、街工、香港民主民生協進會（民協）、公民黨、新民主同盟、天主教正義和平委員會、民主中國陣線以及教協，到8月參與的民間團體及政治團體數目剩餘8個。民陣召集人陳皓桓接受《明報》的訪問，對此表示尊重、理解。但同時指出民陣已經是最和平團體，若這個平台都容不下，「日後還有誰去堅持合法、和平、理性、非暴力？」，也沒有一個仍願意與警方溝通的平台。他也提及到若無成員團體在9月召集人換屆選舉接任，相信平台要關閉。他預計下一個打壓的對象是支聯會。
4月27日，民陣召集人陳皓桓前往警署報到期間。他表示接獲警方信件，指民陣於2006年9月向社團事務主任申請取消註冊後，有跡象顯示民陣仍以社團形式運作，涉嫌違反《社團條例》的規定。警方要求民陣交代多項資料，包括未有申請社團註冊的原因、是否負責營運民陣的社交網站專頁、民陣由2006年9月至今舉辦過的集會及遊行日期和地點、民陣成立以來收入來源、開支及用作接收任何資金、款項的銀行戶口帳號。警方亦要求民陣交代在2019年曾與其他團體聯署「停止酷刑，尊重人權」聲明，敦促聯合國改善中港人權之目的及原因。
5月11日，警務處處長鄧炳強表示因民陣未按要求提供資料，警務處正與律政司研究執法行動的可行性。
6月20日，臨時召集人鍾松輝接受《星島日報》查詢時表示七一遊行不辦了，主要是根本難以合法申請舉辦遊行，取消原因一個在於民陣的性質比較鬆散，經查，民陣曾於2006年申請社團，但幾個月後即自行取消註冊，因此警方已經將民陣定義為無註冊社團，加上2021年還有疫情仍在，受到限聚令限制，故民陣在2021年一定不會搞，另外他個人認為，自2002年成立的民陣已經完成歷史任務，「現在的情況不是叫做解散，但不會再搞任何活動」、「出年都不會再搞」。
8月13日，警務處處長蕭澤頤接受《大公報》專訪說，民陣自成立以來，一直未有註冊為公司，亦未有按法例向警務處牌照科註冊為合法社團，近年組織一系列大型非法遊行集會，可能涉嫌違反《國安法》，警方已搜集證據，隨時對違法組織採取行動，又不排除繼續調查檢控主要骨幹。當天，民陣開會決定解散，並于15日正式對外公佈。

## 外部連結
- 民間人權陣線主頁（页面存档备份，存于）